# Schweizerischer Pensionskassenverband (ASIP)

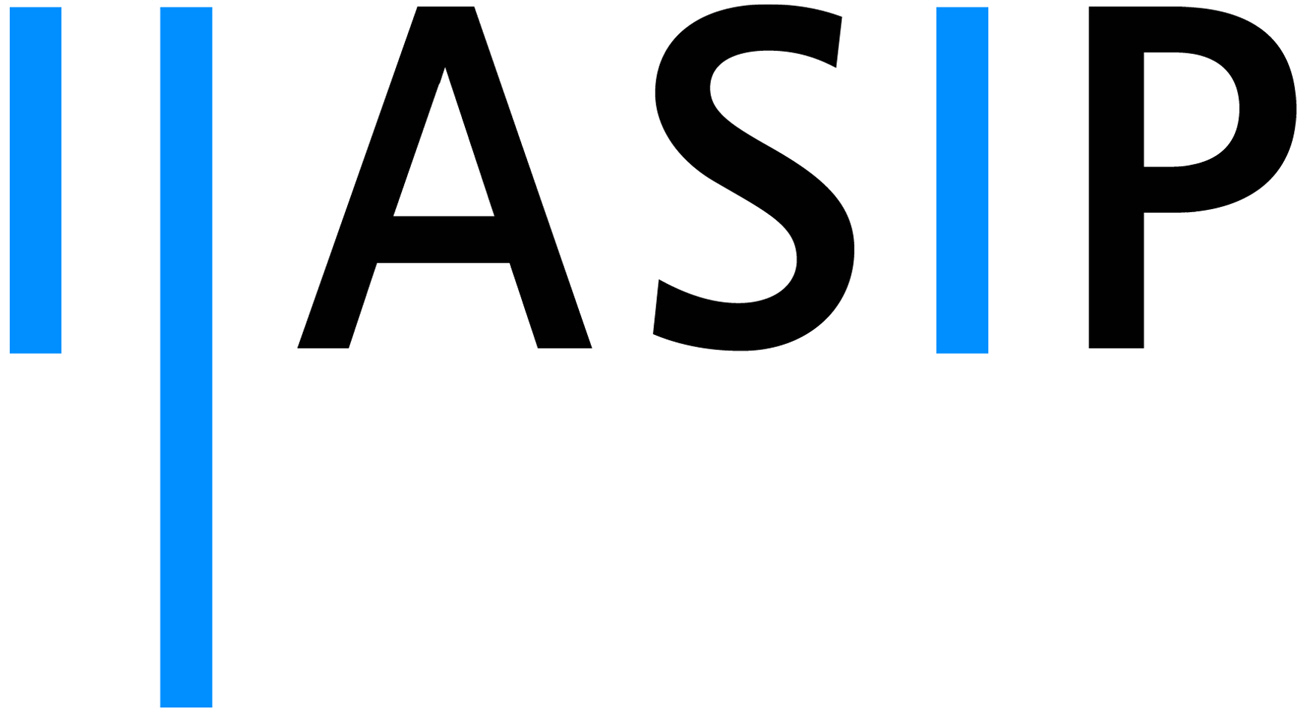
Verbandslogo

Der Schweizerische Pensionskassenverband  (ASIP) mit Sitz in Zürich ist der Dachverband für über 900 Schweizer Pensionskassen. Die Abkürzung ASIP steht für den französischen bzw. italienischen Namen des Verbandes: Association Suisse des Institutions de Prévoyance bzw. Associazione Svizzera delle Istituzioni di Previdenza.
Der Pensionskassenverband vertritt über die Mitglieder rund zwei Drittel der Versicherten in der beruflichen Vorsorge sowie ein Vorsorgevermögen von gegen 650 Milliarden Schweizer Franken. 
Der ASIP bezweckt die Erhaltung und Förderung der sozialpartnerschaftlich geführten beruflichen Vorsorge auf freiheitlicher und dezentraler Basis und setzt sich für das Drei-Säulen-Konzept in ausgewogener Gewichtung ein. Er positioniert sich als Ansprechpartner für alle Akteure im Umfeld der beruflichen Vorsorge. 
Die Exponenten dieses Verbandes vertreten die Interessen der Pensionskassen in verschiedenen Gremien sowie gegenüber der Politik und der Öffentlichkeit.